# Pantherodes crassa
Pantherodes crassa är en fjärilsart som beskrevs av Frederick H. Rindge 1975.
Pantherodes crassa ingår i släktet Pantherodes och familjen mätare. Inga underarter finns listade i Catalogue of Life.